# Solariorbis semipunctus
Solariorbis semipunctus is een slakkensoort uit de familie van de Tornidae. De wetenschappelijke naam van de soort is voor het eerst geldig gepubliceerd in 1965 door D.R. Moore.